# فاديكا كرامو-لانسين
فاديكا كرامو-لانسين (مواليد سنة 1948) (بالفرنسية: Fadika Kramo-Lanciné)‏ هو سيناريست ومنتج ومخرج أفلام من ساحل العاج.

## مسيرته
ولد كرامو لانسين في داناني في أقصى غرب ساحل العاج عام 1948. درس الأدب الحديث في جامعة أبيدجان في وطنه، ثم درس السينما في مدرسة لويس لوميير في باريسبفرنسا. انضم إلى المكتب الوطني للترويج الريفي في عام 1975 وتولى مسؤولية الأفلام التعليمية والبرامج التلفزيونية حول قضايا التنمية.
كان أول عمل له بعنوان (La Fin de la Course) سنة 1974، وهو عبارة عن قصة قصيرة مدتها 14 دقيقة. بعد انضمامه إلى مكتب الترويج الريفي، أخرج عشرات الأفلام والبرامج التلفزيونية التعليمية بين عامي [[1975] و1981. في عام 1978، بدأ في إخراج فيلمه الطويل الأول (Djéli conte d'aujourd'hui)، حصل من خلاله على الجائزة الأولى في المهرجان الأفريقي للسينما والتلفزيون في واغادوغو 1981. في عام 1993، كتب وأخرج وأنتج فيلم (Wariko)، الذي يحكي قصة شرطي مرور فقير يفوز باليانصيب، ليدرك اختفاء التذكرة التي فاز بها.
من عام 2013 إلى عام 2016، كان كرامو-لانسين مدير التصوير السينمائي الوطني في ساحل العاج، ومنذ عام 2016 كان المستشار الفني للسينما في وزارة الثقافة الفرنكوفونية. 
في عام 2017، تم نصب تمثال لكرامو لانسين في شارع صانعي الأفلام في واغادوغو، لإحياء ذكرى إنجازاته السينمائية.

## أعماله
- 1974: La Fin de la Cour [7]
- 1980: Djéli conte d'aujourd'hui
- 1993: Wariko

## روابط خارجية
- فاديكا كرامو-لانسين على موقع IMDb (الإنجليزية)
- فاديكا كرامو-لانسين على موقع أول موفي (الإنجليزية)
- فاديكا كرامو-لانسين على موقع قاعدة بيانات الفيلم (الإنجليزية)